# 렌더웨어
렌더워어(RenderWare)는 크라이테리온 게임에 의해 개발된 비디오 게임용 모듈형 게임 엔진이다. 2004년 7월에 EA가 캐논에 소속되어 있던 개발사를 인수하게 됨에 따라 렌더웨어도 EA의 내부 기술이 되었다. 이듬해 2005년에 전 세계의 학교에 무상으로 제공된 적이 있고, 같은해 고객 지원, 판매가 중단되었다.
엔진은 렌더웨어 플랫폼(그래픽스, 오디오, A.I., 물리, 스튜디오, 비전FX, dPVS)와 렌더웨어 스튜디오로 이루어져 있지만, 그래픽스만을 구입하여 사용하는 경우가 많았다. 렌더웨어가 버려진 이유는 아래의 인용문과 같다.
Renderware didn't get the next-gen parts that we needed. We actually underestimated Epic early on. They told us, "We're going to do this, this, and this," and we thought, "Eh, it's going to be kind of hard." We also overestimated our team, then we looked up three months, six months, and nine months later and said, "Whoops, we underestimated Epic. Again. And overestimated our own team."
— William "Bing" Gordo